# Takashi Kanai
Takashi Kanai (escritura japonesa: 金井 貢史 (Kanai Takashi); Yokohama, 5 de febrero de 1990) es un exfutbolista japonés que jugaba como defensa.

## Clubes
| Club                | País  | Año       |
| ------------------- | ----- | --------- |
| Yokohama F. Marinos | Japón | 2008-2012 |
| Sagan Tosu          | Japón | 2013-2014 |
| JEF United          | Japón | 2015      |
| Yokohama F. Marinos | Japón | 2016-2018 |
| Nagoya Grampus      | Japón | 2018-2019 |
| Sagan Tosu (cedido) | Japón | 2019      |
| Shimizu S-Pulse     | Japón | 2020      |
| Ventforet Kofu      | Japón | 2021      |
| F. C. Ryukyu        | Japón | 2021-2022 |
| Kamatamare Sanuki   | Japón | 2023      |

## Palmarés

### Campeonatos internacionales
| Título                      | Club         | País     | Año  |
| --------------------------- | ------------ | -------- | ---- |
| Campeonato Sub-17 de la AFC | Japón sub-17 | Singapur | 2006 |